# Le Merlan
Le Merlan est un quartier de Marseille, situé dans le 14e arrondissement et faisant partie des quartiers nord.
Le quartier longe l'avenue du Merlan et comporte différents édifices portant un tout autre nom : entre autres, le bassin de Sainte-Marthe (qui traite l'eau distribuée ensuite à toute la ville). Il dessert également la faculté de sciences et la faculté de droit de l'Université d'Aix-Marseille, situées dans le quartier voisin de Saint-Jérôme. 
Réciproquement, et paradoxalement, d'autres édifices ne se trouvant pas sur ces lieux portent le nom du quartier : ainsi, le Centre urbain du Merlan (qui inclut le Théâtre du Merlan), et la Bibliothèque du Merlan, localisés dans le quartier Saint-Barthélémy.
Autrefois, de nombreux moulins occupaient la place ; aujourd'hui rénovés, ils font office de logements pour étudiants.
Le nom du quartier vient d'un grand propriétaire à qui appartenait la plupart des terres du quartier, Monsieur Morlan, le nom ayant été transformé au fil du temps en Merlan.

## Affaire Alban Gervaise
En mai 2020, a lieu le meurtre d'Alban Gervaise, agressé d'une dizaine de coups de couteau par son assaillant, qui sera déclaré par la suite irresponsable pénalement. Ce drame suscitera une émotion locale puis nationale.